# Fredo Santana
Derrick Coleman (4. srpnja 1990 – 19. siječnja, 2018), poznatiji pod svojim umjetničkom pseudonimom Fredo Santana, američki je producent, reper, čiji je debitantski studijski album "Trappin Ain't Dead" objavljen 31. listopada 2013. godine, od strane Savage Squad Records-a.

## Glazbena karijera
Fredin prvi mixtape, It's a Scary Site, objavljen je 20. rujna 2012. Sadržavao je produkciju od strane TM88, Young Chopa, 12Hunna, Leek E Leek, J-Hill, C-Sick i Paris Buellera, kao i pojave gostiju kao što su Chief Keef, Lil Reese, King L, Gino Gaze, Frenchie, Lil Herb, Lil Bibby i Lil Durk. Santanin drugi mixtape, Fredo Kruger, objavljen je 28. veljače 2013. godine i sadržavao je produkciju od strane 808 Mafia, Young Chop i Mike WiLL Made It, isto kao i pojave gostiju kao što su Migos, Juelz Santana, Soulja Boy, Young Scooter, Fat Trel, Alley Boy, Lil Durk i Lil Reese uz ostale. Kasnije je objavljen za prodaju preko iTunes-a 7. svibnja 2013.
24. Rujna 2013. Fredo Santana je gostovao u Drakeovom glazbenom videu "Hold On, We're Going Home", u kojoj je portretirao lošeg lika za otmicu Drakeove "cure".
Njegov debitantski album "Trappin Ain't Dead"  bio je objavljen 20. studenog 2013. godine. Na albumu su gostovali Kendrick Lamar, Chief Keef, PeeWee Longway i drugi članovi Glory Boyz Entertainment-a. "Scary Site 2" je objavljen 20. prosinca 2013. godine.
27. veljače 2014. Santana je najavio da su on i Keef namjeravali objaviti zajednički album "Blood Thicker Than Water". 9. srpnja 2014. Objavio je popis pjesama za svoj nadolazeći album Walking Legenda.

## Osobni život
Santana je bio stariji rođak Chicago repera Chief Keef-a.

## Smrt
Santana je preminuo od smrtonosnog napadaja 19. siječnja 2018. u svojoj kući u Resedi, Los Angeles. Prema TMZ-u, patio je od problema jetre i bubrega uzrokovanih od pretjeranog korištenja sirup protiv kašlja, i već je bio hospitaliziran dvaput u listopadu te u studenom 2017. godine.

## Diskografija

### Studijski album
| Naziv              | Detalji albuma                                                                                                | Vrh ljestvice pozicije na US R&B/HH |
| ------------------ | --- | ----------------------------------- |
| Trappin Ain't Dead | - Objavljen: 31. Listopada, 2013 - Producentska kuća: Savage Squad Records - Format: Digitalno preuzimanje    | 45                                  |
| Fredo Kruger 2     | - Objavljen: 8. Rujna, 2017 - Producentska kuća: Savage Squad Records, Empire - Format: Digitalno preuzimanje | N/A                                 |

### Mixtape-ovi
- It's a Scary Site (2012)[16]
- Fredo Kruger (2013)[17]
- Street Shit (with Gino Marley) (2013)[18]
- It's a Scary Site 2 (2013)[19]
- Walking Legend (2014)[20]
- Ain't No Money Like Trap Money (2015)[21]
- Fredo Mafia (s 808 mafije) (2016)
- Plugged In (2017)[22]

### Singlovi
| Naziv                                   | Godina | Album             |
| --------------------------------------- | ------ | ----------------- |
| "I Need More" (featuring Young Scooter) | 2013   | Fredo Kruger      |
| "Bird Talk"                             | 2013   | Scary Site 2      |
| "Jealous" (featuring Kendrick Lamar)    | 2013   | Trappin Aint Dead |
| "It's Only Right"                       | 2014   | Walking Legend    |

## Pojava
- "Familiar"[25]

## Linkovi
1. ↑  Ramirez, Erika Fredo Santana Debuts Kendrick Lamar-Assisted Song, 'Jealous': Listen Billboard. May 30, 2015
2. ↑  iTunes - Music - Fredo Kruger by Fredo Santana. Itunes.apple.com. 7. svibnja 2013. Pristupljeno 27. prosinca 2013.
3. ↑  Sep 24th, 2013 at 4:30 pm. 24. rujna 2013. Fredo Santana Speaks On His Part In Drake's "Hold On, We're Going Home". Wordonroad.net. Inačica izvorne stranice arhivirana 12. listopada 2013. Pristupljeno 27. prosinca 2013.
4. ↑  Fredo Santana - Trappin Ain't Dead - Listen. Audiomack. Pristupljeno 29. rujna 2015.
5. ↑  Fredo Santana Debuts Kendrick Lamar-Assisted Song, 'Jealous': Listen. Billboard. 31. listopada 2013. Pristupljeno 29. rujna 2015.
6. ↑  Kendrick Lamar, Chief Keef Will Be On Fredo Santana's New Project - XXL. Xxlmag.com. 29. listopada 2013. Pristupljeno 27. prosinca 2013.
7. ↑  Fredo Santana - Its A Scary Site 2 Mixtape - Stream & Download. Datpiff.com. 20. prosinca 2013. Inačica izvorne stranice arhivirana 23. rujna 2015. Pristupljeno 29. rujna 2015.
8. ↑  Chief Keef And Fredo Santana Are Coming Out With An Album - XXL. Xxlmag.com. Pristupljeno 29. rujna 2015.
9. ↑  Fredo Santana Announces Joint Album With Chief Keef. Hotnewhiphop.com. 28. veljače 2014. Pristupljeno 29. rujna 2015.
10. ↑  Fredo Santana Reveals Tracklist And Cover Art For "Walking Legend". Hotnewhiphop.com. 9. srpnja 2014. Pristupljeno 29. rujna 2015.
11. ↑  Chief Keef RedEye Interview in Chicago. YouTube. 28. travnja 2012. Pristupljeno 27. prosinca 2013.
12. ↑  Loughrey, Clarisse. 21. siječnja 2018. Fredo Santana dies: Rapper who appeared in Drake video passes away age 27. The Independent
13. ↑  McBride, Jessica. 20. siječnja 2018. Fredo Santana Cause of Death: How Did the Rapper Die?. Heavy.com. Pristupljeno 20. siječnja 2018.
14. ↑  Fredo Santana Chart History: Top R&B/Hip-Hop Albums. Billboard. Pristupljeno 2. prosinca 2017.
15. ↑  Fredo Santana Announces Fredo Kruger 2 Release Date. localsavage.com. 18. srpnja 2016. Inačica izvorne stranice arhivirana 7. ožujka 2017. Pristupljeno 7. ožujka 2017.
16. ↑  It's a Scary Site by Fredo Santana on iTunes. Itunes.apple.com. 28. veljače 2013. Pristupljeno 29. rujna 2015.
17. ↑  Fredo Kruger Hosted by DJ Victoriouz, Trap-A-Holics & DJ Twin Mixtape - Stream & Download. Datpiff.com. 28. veljače 2013. Inačica izvorne stranice arhivirana 13. studenoga 2016. Pristupljeno 29. rujna 2015.
18. ↑  Fredo Santana & Gino Marley - Street Shit Hosted by DJ Victoriouz & DJ Twin // Free Mixtape @. Datpiff.com. 27. lipnja 2013. Inačica izvorne stranice arhivirana 29. listopada 2013. Pristupljeno 27. prosinca 2013.
19. ↑  Fredo Santana - It's A Scary Site 2 Mixtape. Inačica izvorne stranice arhivirana 26. prosinca 2013. Pristupljeno 26. svibnja 2018.
20. ↑  Walking Legend Hosted by DJ Scream, DJ Bandz & DJ Lil Keem Mixtape - Stream & Download. Datpiff.com. 31. srpnja 2014. Inačica izvorne stranice arhivirana 29. rujna 2015. Pristupljeno 29. rujna 2015.
21. ↑  Fredo Santana - Aint No Money Like Trap Money Hosted by DJ Holiday Mixtape - Stream & Download. Datpiff.com. 20. svibnja 2015. Inačica izvorne stranice arhivirana 30. rujna 2015. Pristupljeno 29. rujna 2015.
22. ↑  C. Vernon Coleman II. 28. siječnja 2017. Fredo Santana Releases New ‘Plugged In’ Mixtape. XXL. Pristupljeno 1. veljače 2017.
23. ↑  I Need More (feat. Young Scooter) [Explicit]: Fredo Santana: MP3 Downloads. Amazon.com. Pristupljeno 29. rujna 2015.
24. ↑  Jealous (feat. Kendrick Lamar) [Explicit]: Fredo Santana: MP3 Downloads. Amazon.com. Pristupljeno 29. rujna 2015.
25. ↑  Ray, Jason. 17. siječnja 2014. Ty Dolla $ign - Beach House EP. HotNewHipHop. Inačica izvorne stranice arhivirana 2. veljače 2014. Pristupljeno 30. siječnja 2014.